# Nesticus arenstorffi
Nesticus arenstorffi is een spinnensoort in de taxonomische indeling van de holenspinnen (Nesticidae).
Het dier behoort tot het geslacht Nesticus. De wetenschappelijke naam van de soort werd voor het eerst geldig gepubliceerd in 1914 door Wladislaus Kulczynski.